# Obersee
Lacul Obersee (Lacul superior) este un lac mai mic situat la sud-est de lacul Königssee (Lacul regelui) în Districtul Berchtesgadener Land, din Bavaria superioară, Germania, pe care-l alimentează fiind situat la o altitudine mai mare. Lacul are o lungime de 1.320 m o lățime de 420 m fiind situat la o altitudine de 613,1 de m. Bazinul de colectare al lacului este apreciat la 40 km², el având o adâncime medie de 29,60 m, atingând un maxim de adâncime de 51 m. Volumul de apă al lacului a fost calculată la 16.855.000 m³, având suprafața oglindei apei de 57 ha. Malul nordic fiind mai lung, și este limitat de un perete de stâncă vertical ce atinge înălțimea de 1.000 m. pe când malul sudic este mai jos, de pe ambele maluri lacul este alimentat de pâraie care au un curs torențial. Lacul König este alimentat de un răuleț cu lungimea de 600 de m care curge din Obersee, râul are pe traseu un lac mai mic Mittersee (Lacul de mijloc) care are o lungime de 110 m și lățimea de 60 m. La ca.  1,2 km de Obersee, la altitudinea de 1816 m, se află „Blaue Lache” (Balta Albastră). De când regiunea aparține de Parcul național Berchtesgaden este interzis pescuitul.